# 記憶の証明
『記憶の証明』（きおくのしょうめい、原題: 記憶的証明）は、2003年CCTVによって制作された中国のドラマ。日中韓共同制作。全29話。

## 概要
日本軍に捕虜にされ、強制労働を強いられた中国人の唯一の生き残りである蕭漢生を軸に、過去と現在の2部編成で送る、中国で抗日劇と呼ばれている抗日をテーマにしたドラマ。2006年に中国放送界最高の名誉と称される｢飛天賞｣（最優秀作品賞）、監督賞、脚本賞を受賞した作品。
2004年12月5日から連日2話連続でゴールデンタイムに放映された。
徐広順が執筆した文学シナリオ「世界没有末日（世界に最後の日はない）」を改編したとされる。

## あらすじ
現在。北京の胡同をカメラ片手に撮影して周る日本人女性・青山小百合。ある四合院に入るが、住人の１人、蕭漢生に追い出される。彼はかつて八路軍の兵士だったが、日本軍の捕虜となって強制連行され、労働をさせられていた経験を回想録にまとめていた。しかし、回想録は証拠が無いとただの小説になってしまうと指摘され、漢生の孫である蕭憶とひょんなことで知り合った小百合は共に日本へ証拠探しに向かう。

## 出演者[2]

### 過去編
- 蕭漢生（青年）・・・ペ・スビン　八路軍団長。共産党側捕虜の代表
- 周尚文・・・段奕宏　大佐。国民党側捕虜の代表
- 夏明遠・・・李光潔　蕭の友人。
- 岡田（青年）・・・矢野浩二　中佐。小林の上官で収容所の責任者
- 宮崎美恵子（青年）・・・武藤美幸

### 現在編
- 蕭漢生（老年）・・・藍天野　小百合に会い、過去を思い出す
- 蕭憶・・・阿部力　漢生の孫
- 青山小百合・・・小山田サユリ　四合院を撮影していた日本人女性
- 青山洋平・・・矢野浩二（二役）　小百合の兄で代議士
- 岡田（老年）・・・川辺久造
- 宮崎美恵子（老年）・・・弓恵子

他にも多数の日本人・韓国人俳優が出ている。

## スタッフ
- プロデューサー：李功達、楊梓鶴
- 監督：楊陽（楊梓鶴）
- 脚本：徐広順、楊梓鶴、劉淑杰　他

## 備考

### 日本人役
岡田総監、青山小百合など、日本人役はすべて実際の日本人が演じている。

### 日本での放映
2009年2月現在日本国内のテレビ放映歴はないが、動画ポータルサイト数社が日本語字幕付きで配信している。2009年2月にはDVD-BOXが発売された。